# Крае, Петер Жозеф
Петер Жозеф Крае (нем. Peter Joseph Krahe; 8 апреля 1758, Мангейм — 7 октября 1840, Брауншвейг) — немецкий архитектор.

## Биография

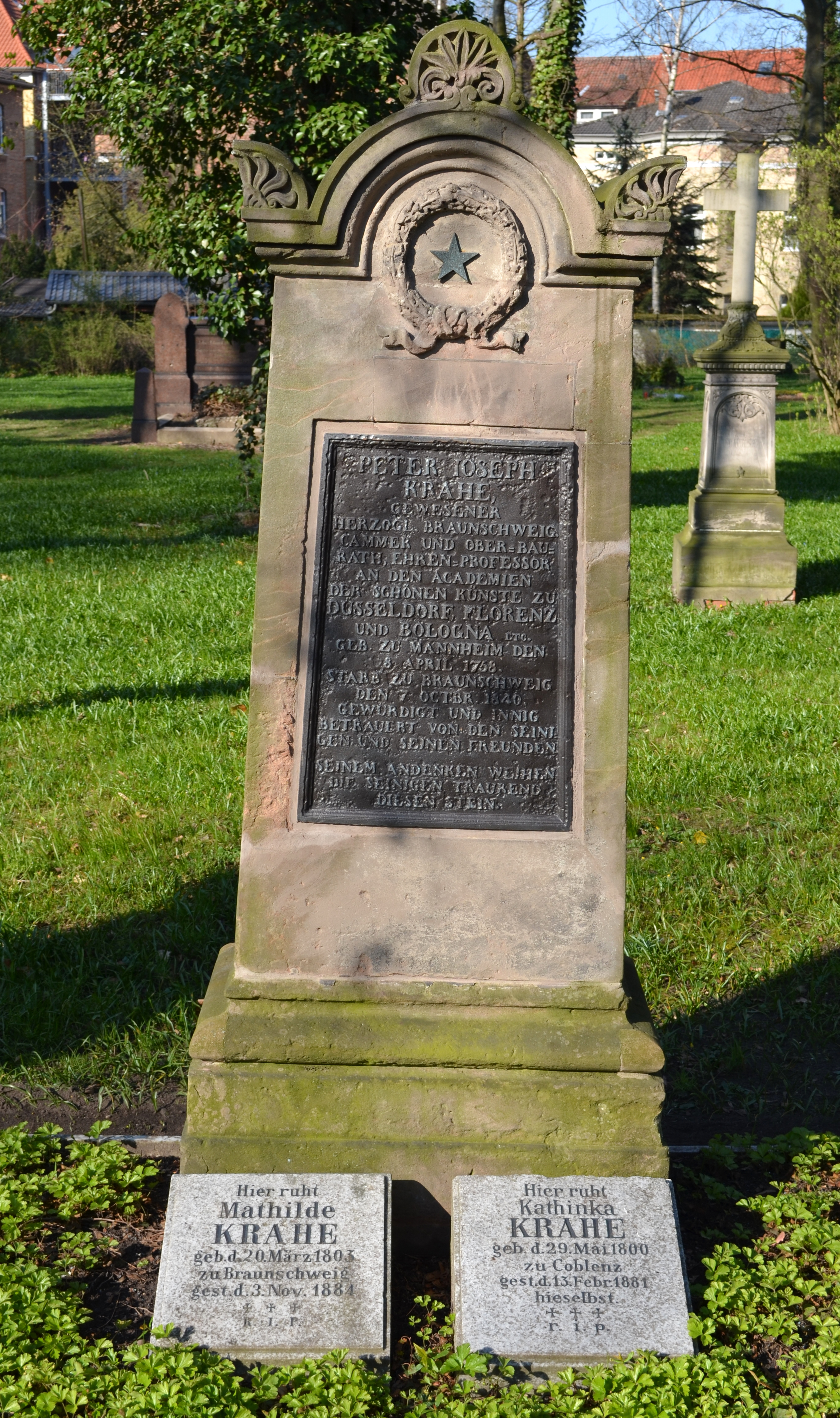
Надгробие Петера Жозефа Крае

Родился 8 апреля 1758 года в Мангейме в семье художника Ламберта Крае.
В 1775 году стал студентом Дюссельдорфской академии художеств, которую создал его отец. В возрасте двадцати двух лет Петер Жозеф стал самым молодым профессором академии. Благодаря гранту курфюрста Карла Теодора, в 1782 году он провел учебный год в Риме, вернувшись откуда, решил стать  архитектором.
В 1785-1786 годах он снова был в Италии, где стал почётным профессором Флорентийской академии искусств. В 1790 году Крае был назначен директором городского Совета по вопросам планирования в 1790 году, но этот пост был упразднен в 1795 году, когда регион был оккупирован французской армией. Затем он подал заявление на должность придворного архитектора в Ганновере, но и эта область была занята французскими войсками. В результате он был вынужден работать на случайных работах, уйдя в 1837 году в отставку. 
Умер 7 октября 1840 года в Брауншвейге и был похоронен на городском католическом кладбище. В 1972 году состоялось его перезахоронение на кладбище Magnifriedhof, где покоятся многие великие люди. Его сын — Фридрих Мария Крае (1804-1888), тоже стал архитектором.
В знак признания заслуг Петера Жозефа Крае, в Брауншвейге была учреждена премия его имени, которая вручалась двенадцать раз между 1954 и 2009 годами.